# Negazionismo dell'Olocausto
Il negazionismo dell'Olocausto è una corrente di pensiero  il cui principale assunto è la negazione della veridicità dell'Olocausto, ossia del genocidio di ebrei, di Slavi, Popoli romaní, di prigionieri politici, di prigionieri di guerra sovietici, di portatori di handicap fisici e mentali, di omosessuali e di altre minoranze da parte della Germania nazista. Questa teorizzazione, attraverso l'uso spregiudicato e ideologizzato di uno scetticismo storiografico portato all'estremo, nega una serie di eventi connessi al fascismo e al nazismo; secondo questa teoria, l'Olocausto stesso sarebbe un'enorme finzione, funzionale alla demonizzazione della Germania, alle politiche sotterraneamente perseguite dai circoli ebraici mondiali e alla creazione e difesa dello Stato d'Israele.
I sostenitori di queste tesi si descrivono come persone che pretendono prove e come "storici revisionisti" interessati a rivedere gli studi attuali, che essi definiscono in diversi modi, quali "olocaustomania", "menzogna olocaustica", "sacra vulgata olocaustica”. L'uso del termine "revisionismo" anziché "negazionismo" è contestato dalla comunità scientifica, che vi vede un tentativo di occultare dietro un termine dal legittimo uso accademico (revisionismo storiografico) un'operazione di minimizzazione e negazione di fatti acquisiti. Sono state quindi coniate espressioni che fanno invece leva sulla parola "negazione", rilevando come lo scopo sia unicamente quello di "negare" la veridicità storica della Shoah.
In alcuni paesi (Austria, Francia, Germania e Belgio) la negazione dell'Olocausto è configurata come illecito, mentre in altri (Israele, Portogallo e Spagna) è punita la negazione di qualsiasi genocidio. Norme antinegazioniste sono state introdotte anche nell'ordinamento dei seguenti stati: Nuova Zelanda, Svezia, Australia, Repubblica Ceca, Slovacchia, Lituania, Polonia, Italia (dove è previsto dal 2016 come aggravante del reato di propaganda di odio razziale ma non come fattispecie a sé) e Romania. In genere è prevista come pena la reclusione, che in alcuni paesi può arrivare sino a dieci anni. Nel 2007 le Nazioni Unite hanno approvato una risoluzione degli Stati Uniti che "condanna senza riserve qualsiasi diniego dell'Olocausto e sollecita tutti i membri a respingerlo, che sia parziale o totale, e a respingere iniziative in senso contrario". I negazionisti considerano queste leggi come un mezzo di limitare la libertà di parola e una difesa degli storici "olocaustici", con la forza della legge.

## Tesi negazionista sull'origine dell'antisemitismo nazista

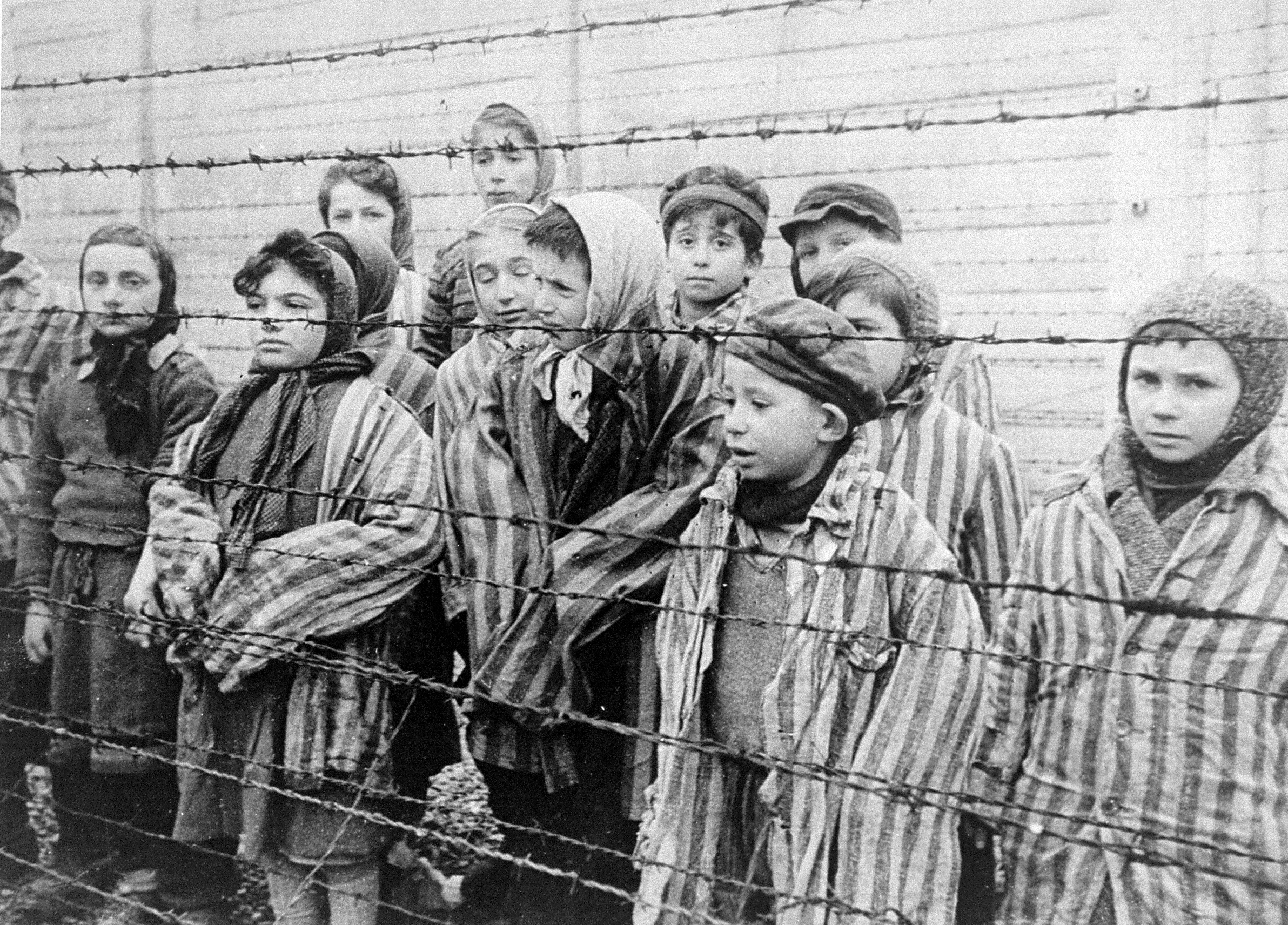
Testimoni sopravvissuti dell'Olocausto

Come asserisce l'Enciclopedia dell'Olocausto: «La negazione dell'Olocausto, così come il minimizzare o il distorcere i fatti avvenuti in quel periodo, rappresentano una forma di vero e proprio antisemitismo». La genesi dell'antisemitismo dei movimenti nazisti nei vari paesi è molteplice: da un lato fece leva sul tradizionale antisemitismo religioso, dall'altro su altre interpretazioni riguardanti la presunta differenziazione delle razze, fino a giungere al cosiddetto "razzismo scientifico" adottato dal movimento nazista, che riuniva considerazioni di tipo misterico, religioso, storico, ma anche economico, criminologico e scientifico: si propugnava l'idea della sostanziale differenza fra le "razze" umane, registrabile - secondo questa corrente - addirittura dalla differenziazione dei tratti somatici. Seguendo queste teorie, a una data differenziazione somatica corrispondeva inevitabilmente un certo comportamento personale e sociale, i cui tratti salienti venivano evidenziati lungo la storia dei secoli.
Secondo la tesi negazionista invece, se il fascismo internazionale ha adottato l'antisemitismo come pilastro ideologico è perché il sistema economico liberal-capitalista vi è visto come una derivazione diretta della cultura ebraica trasposta nell'economia. E rifiutando il sistema economico liberal-capitalista di conseguenza non ci si poteva esimere dal rifiutarne anche le sue basi culturali, identificate con quelle ebraiche. La «presenza nel mondo di sistemi economici completamente diversi - quale il marxismo, viene risolta da una parte dei negazionisti secondo un assioma per cui il marxismo diviene solo un diverso tipo di capitalismo (capitalismo di Stato)».
Secondo la corrente del negazionismo marxista chi afferma la veridicità della Shoah è di fatto il servitore di un doppio imperialismo sovietico/americano, entrambi di fatto succubi degli ebrei: "un popolo che aveva cessato di essere tale da circa duemila anni per trasformarsi in un gruppo sociale a caratterizzazione religiosa".
Lo storico revisionista Ernst Nolte, non negazionista ma spesso citato nell'ambiente dei negazionisti per alcuni suoi dubbi espressi sulla dinamica dell'Olocausto, ha sostenuto che l'antisemitismo nazista derivasse dall'anticomunismo e fosse una violenta reazione diretta della borghesia tedesca e di Hitler alla paura suscitata dalla violenza della Rivoluzione d'ottobre, identificando i bolscevichi con gli ebrei.

## Tesi negazioniste nella loro evoluzione storica
Nel dopoguerra, le prime contestazioni della responsabilità tedesca nella Seconda guerra mondiale furono formulate già negli anni cinquanta. Secondo queste tesi, sarebbe stato il cosiddetto Weltjudentum, o "ebraismo mondiale", a dichiarare guerra alla Germania nel 1933, mentre i nazisti, come partito al governo, avrebbero semplicemente risposto.
Le tesi principali dei negazionisti odierni sono che:
- non sia mai esistita la volontà da parte dei nazisti di sterminare gli ebrei, ma solo di rinchiuderli in campi di concentramento[20];
- non siano mai esistite camere a gas per uccidere gli ebrei;
- il numero degli ebrei morti durante la Seconda Guerra Mondiale sia inferiore a quanto si ritiene[21][22];
- la narrazione della Shoah sia un utile artificio pensato per giustificare la costituzione dello Stato di Israele nel dopoguerra, e giustificare i crimini commessi dagli eserciti e governi Alleati durante la seconda guerra mondiale.

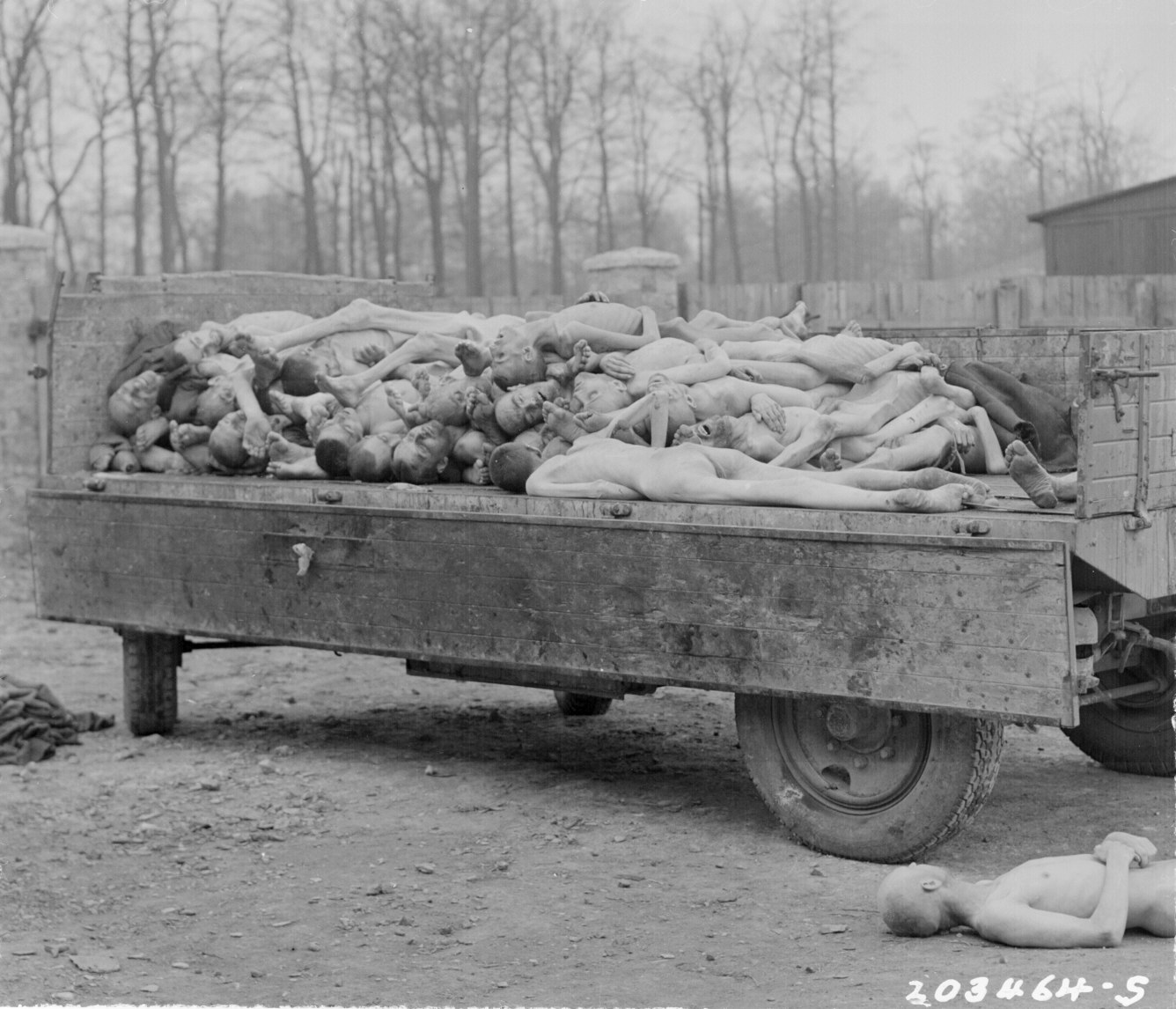
Un camion carico di corpi di prigionieri dei nazisti, nel campo di concentramento di Buchenwald a Weimar, in Germania. I corpi erano in procinto di essere smaltiti per mezzo di combustione, quando il campo è stato catturato dalle truppe degli Stati Uniti 3ª Armata, 14 aprile 1945.

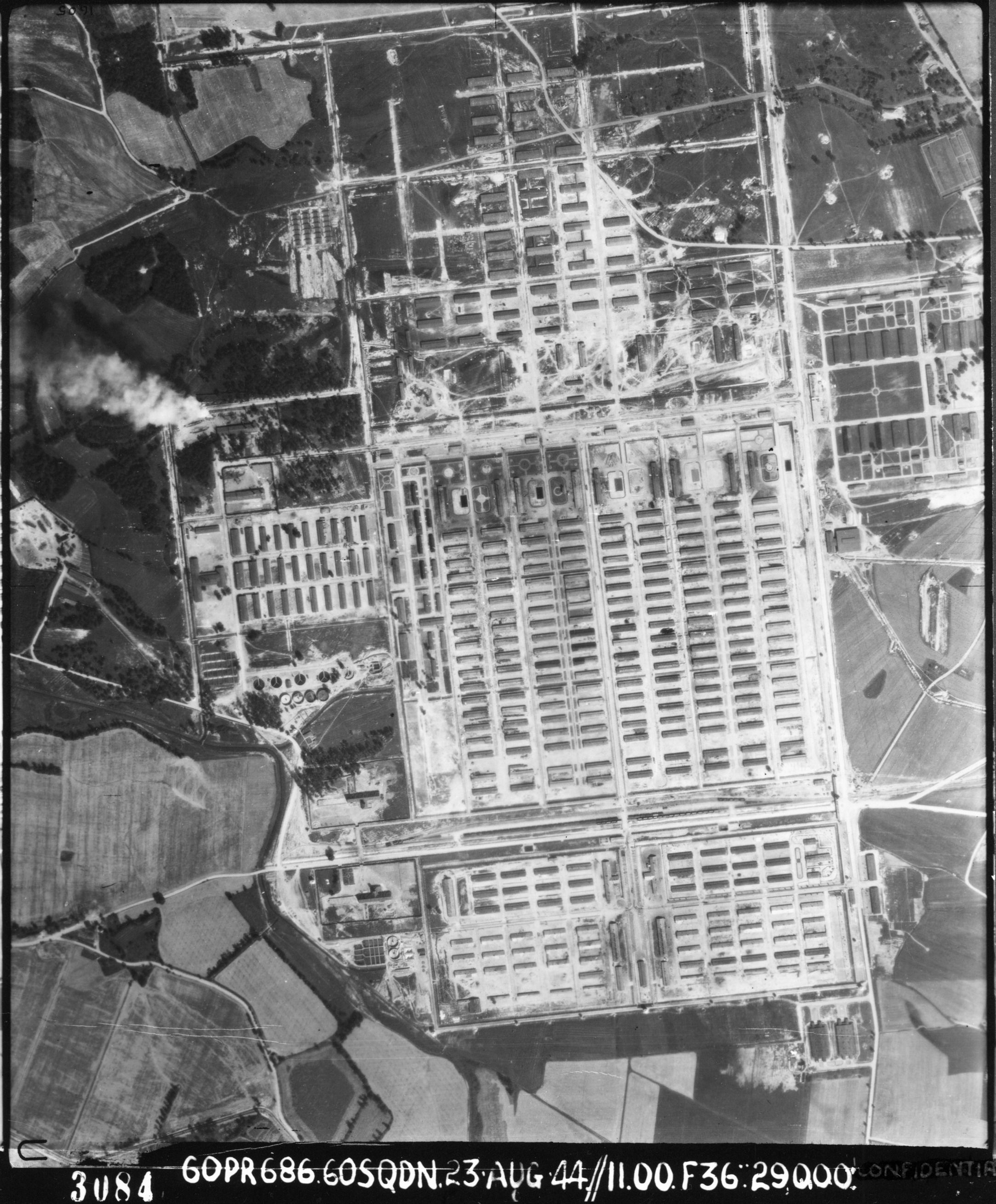
Auschwitz, 23 agosto 1944, foto aerea di ricognizione della Royal Air Force. È chiaramente visibile il fumo di una fossa d'incenerimento dei corpi, utilizzata per eliminare i cadaveri in aggiunta ai forni crematori, non sufficienti in quel periodo. La foto smentisce le affermazioni di certi negazionisti, per i quali i roghi nelle fosse comuni sarebbero tecnicamente impossibili.

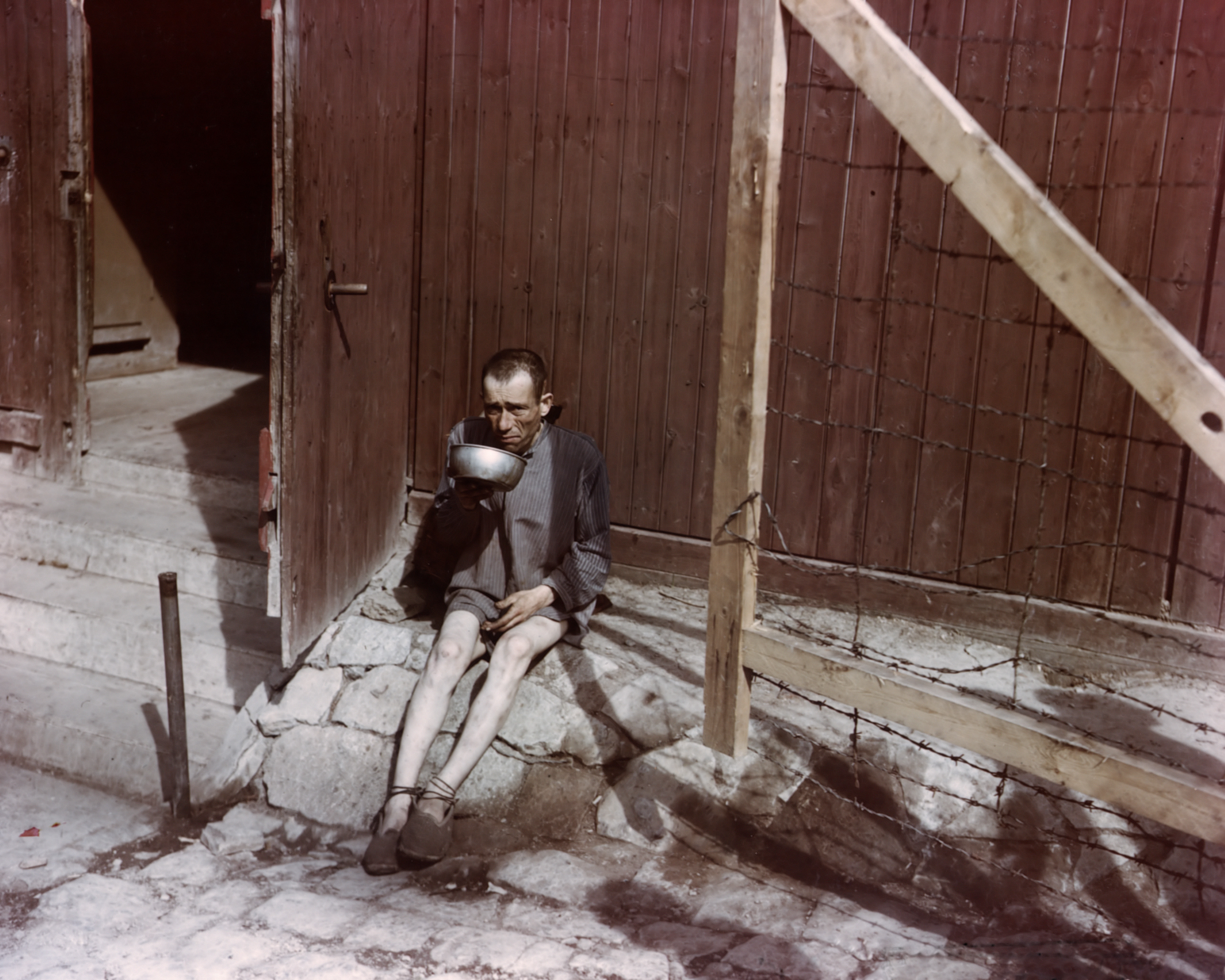
Sopravvissuto all'inedia, Buchenwald 11 aprile 1945

Oltre a queste tesi centrali, esiste tutta una serie ulteriore di affermazioni ricorrenti: la concentrazione degli ebrei nei campi sarebbe avvenuta per proteggerli dai pogrom in vista di un loro trasferimento in un luogo lontano dall'Europa; a riprova di questo ci sarebbe il fatto che inizialmente gli ebrei videro la conquista tedesca di Polonia e Ucraina come una liberazione dalle persecuzioni delle popolazioni autoctone; la "truffa di Auschwitz" sarebbe solo una voce ispirata al principio di Goebbels per il quale "ripetete una bugia cento, mille, un milione di volte e diventerà una verità"; le testimonianze dei sopravvissuti e degli imputati al processo di Norimberga si sarebbero in più punti rivelate palesemente incongruenti sui modi dello sterminio; le immagini riprese dagli americani non vanno interpretate come prove della Shoah; il "mito olocaustico" sarebbe stato avallato con lo scopo di giustificare la partecipazione degli Stati Uniti a una guerra impopolare.

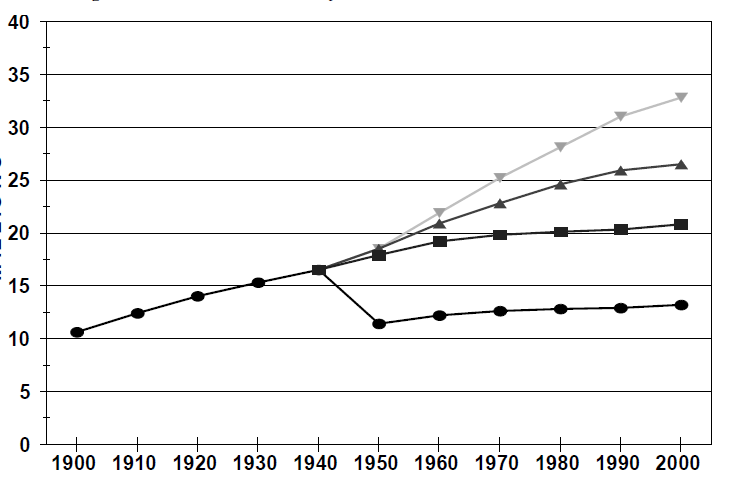
Popolazione ebraica nel mondo dal 1900 al 2000.

Alcuni negazionisti hanno inoltre sostenuto che alcune delle prove e delle testimonianze presentate al processo di Norimberga si sarebbero in più punti rivelate incongruenti o false, ad esempio nel sostenere che:	

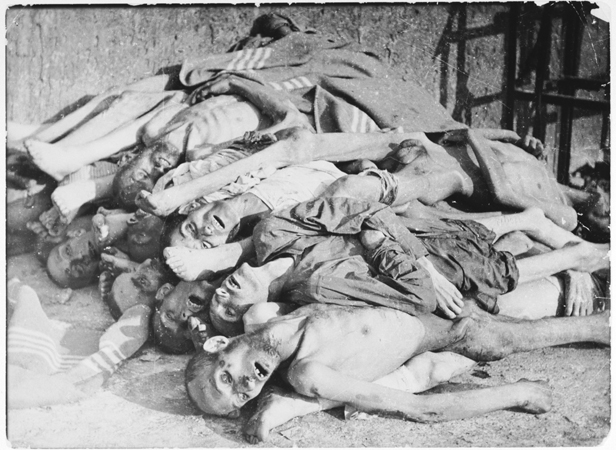
Cadaveri fotografati nel crematorio di Buchenwald, aprile 1945.

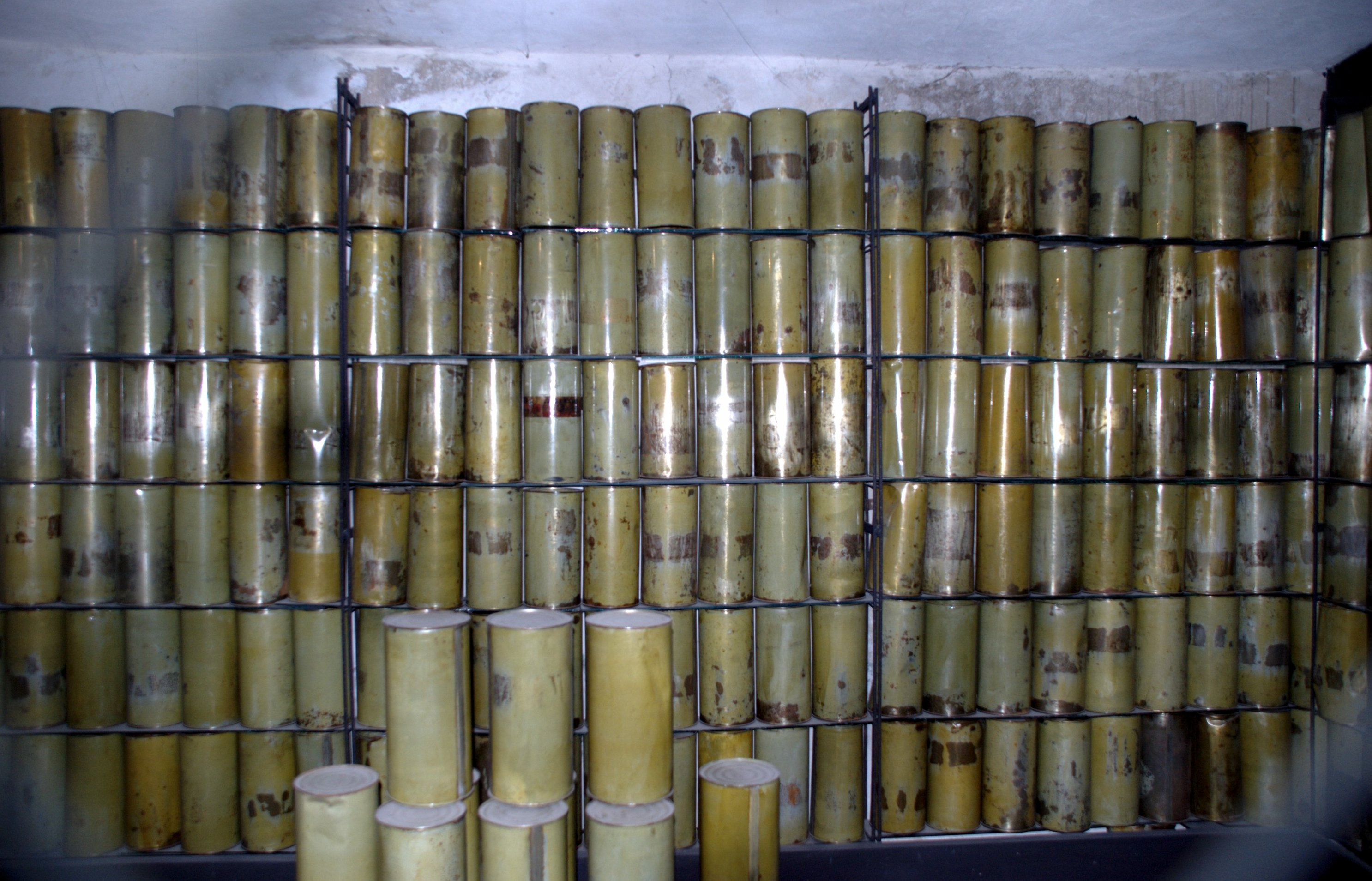
Barattoli di gas asfissiante

- i cieli fossero costantemente coperti di fumo nero, quando invece le foto aeree dei lager scattate dagli americani non ne darebbero conferma;
- gli operatori entrassero nelle camere a gas dei campi di sterminio, immediatamente dopo il decesso delle vittime invece delle necessarie 24 ore di aerazione in una stanza contenente 1.500 corpi, comportamento che nella realtà, secondo i negazionisti, avrebbe provocato la morte degli stessi operatori anche se muniti della più moderna delle maschere antigas[27]. In realtà, come testimoniato da sopravvissuti, venivano utilizzati dei potenti ventilatori che spazzavano via il gas e raramente le SS comunque vi entravano subito, lasciando il compito ai prigionieri costretti a lavorare nel Sonderkommando[30];

- le immagini riprese dagli americani, che testimoniano le terrificanti condizioni dei prigionieri, sarebbero da contestualizzare in quanto si riferiscono a luoghi e persone abbandonati a se stessi nei campi di concentramento, senza rifornimenti da parecchi giorni in seguito allo sfaldamento dell'organizzazione causata dal ritiro delle forze militari[28].

Essi sostengono inoltre che originariamente sarebbero stati ritenuti veritieri alcuni elementi che oggi non vengono più considerati da nessuno storico come plausibili (ad esempio l'utilizzo di parti umane per creare suppellettili o sapone), e che venne attribuita la qualifica di "campo di sterminio" a campi che in seguito sarebbe stato dimostrato non essere atti a questo scopo (come per esempio Dachau).

Localizzazione dei principali campi-Lager

## Autori e testate che sostengono il negazionismo
Negli anni i negazionisti hanno identificato come proprio "capostipite" il francese Paul Rassinier, politico socialista, partigiano antinazista, e internato nei campi di concentramento di Buchenwald e Mittelbau-Dora. Ma in realtà i primi testi di critica della cosiddetta verità impostasi a Norimberga, apparvero già negli anni immediatamente seguenti il termine della Seconda Guerra Mondiale, a opera dell'ex collaborazionista francese Maurice Bardèche, nel dopoguerra amico personale di Rassinier, riprendendo anche le argomentazioni degli stessi nazisti alla fine della guerra.
Il punto focale del movimento negazionista è costituito dall'Institute for Historical Review (fondato nel 1978 negli Stati Uniti). Questo istituto pubblica un periodico (The Journal of Historical Review) e organizza un congresso, cui negli anni hanno partecipato persone quali il direttore dell'istituto Mark Weber, David Irving, Robert Faurisson, Ernst Zündel, Jürgen Graf, David Cole. Fra questi, il britannico Irving è senza dubbio la personalità più conosciuta. Dello stesso istituto è membro il più noto negazionista italiano Carlo Mattogno. Nel tempo, partendo da un'attività prettamente analitico-speculativa l'Institute for Historical Review ha cercato di coltivare le proprie relazioni con i rappresentanti degli stati apertamente o velatamente negazionisti, primo fra i quali l'Iran.
Esiste anche un limitato filone negazionista marxista, legato alla sinistra estrema. Esso - a partire dalle elaborazioni di Rassinier - s'è sviluppato principalmente in Francia attorno alla casa editrice della sinistra radicale La Vieille Taupe, fondata dall'attivista politico Pierre Guillaume. Un altro attivista politico della sinistra francese che aderì al negazionismo fu Serge Thion, già ricercatore presso il prestigioso Centre national de la recherche scientifique. In Italia il principale esponente del negazionismo marxista è stato Cesare Saletta, comunista d'ispirazione bordighiana. I negazionisti marxisti considerano la Shoah un'invenzione delle élite economico-politiche mondiali - delle quali a loro dire farebbe parte a pieno titolo l'ebraismo mondiale - per creare una dialettica fittizia fra un "capitalismo buono" (rappresentato dagli alleati) e un "capitalismo cattivo" (rappresentato dai nazisti) al fine di fiaccare la spinta rivoluzionaria del proletariato. Nell'ambito della diffusione di documentari, libri, opuscoli di tendenza negazioniste, si ricorda pure Alfred Olsen, attivista norvegese ispiratore di diversi siti internet che dedicano alla storia diverse pagine in più lingue.

### David Irving
Irving cominciò dagli anni ottanta a negare alcuni elementi fondamentali dell'Olocausto, come l'uso delle camere a gas per lo sterminio di massa, oltre al coinvolgimento di Adolf Hitler. Per reazione molte librerie del Regno Unito annullarono le ordinazioni del suo libro Hitler's War e diversi governi (tra cui Canada, Australia, Nuova Zelanda, Italia, Germania e Sudafrica) gli hanno negato l'ingresso, anche se queste interdizioni non sempre vennero applicate. Nel maggio 1992, durante un raduno in Germania, Irving affermò che la camera a gas ricostruita ad Auschwitz era “un falso fabbricato dopo la guerra”.
Quando il mese successivo atterrò a Roma, fu circondato dalla polizia e messo sul primo aereo per Monaco di Baviera dove fu imputato, secondo la legge tedesca, di "diffamare il ricordo dei morti". In quell'occasione Irving è stato multato per tremila marchi e, dopo aver fatto ricorso in appello, ne dovette pagare trentamila, perché nel corso di un incontro pubblico aveva definito il giudice “un vecchio cretino alcolizzato”.
Essendosi sentito diffamato da un testo pubblicato dalla storica statunitense Deborah Lipstadt, Irving le intentò causa. Al termine della stessa (aprile 2000), fu giudizialmente sentenziato che lo stesso Irving avesse "falsificato e distorto l'evidenza storica" ("Irving has falsified and misrepresented the historical evidence"), che fosse un "negazionista dell'Olocausto" ("Holocaust denial"), un "antisemita" ("Irving is anti-semitic") nonché un "razzista" ("the allegation that Irving is a racist is also established").
In base alla legislazione che punisce la negazione dell'Olocausto, David Irving nel novembre del 2005 fu arrestato in Austria e fu successivamente condannato a tre anni di carcere.

### Robert Faurisson
Un altro negazionista è l'ex professore di critica letteraria all'Università di Lione Robert Faurisson, che è stato soprannominato dai negazionisti australiani il "Papa del revisionismo" per i suoi continui sforzi tesi a sostenere la prima delle tre colonne portanti della negazione dell'Olocausto: le camere a gas non sono mai esistite e se strutture simili sono esistite, non avevano la funzione di sterminare le persone, ma solo quella di uccidere i pidocchi, di cui il campo era sempre infestato.
Noam Chomsky, linguista e filosofo ebreo laico, antisionista e socialista libertario, ha scritto la prefazione della sua opera “Mémoire en défense contre ceux qui m'accusent de falsifier l'histoire”, spiegando il suo scritto come difesa del diritto alla libertà di parola di Faurisson; questa sua scelta è stata assai criticata. Secondo Chomsky, Faurisson non è comunque, nonostante il negazionismo, un filonazista ma sarebbe «una specie di liberal relativamente apolitico».
I reati di cui l'ex professore è accusato sono quelli previsti dalla legge francese Fabius-Gayssot, che sancisce che è reato “contestare con qualunque mezzo l'esistenza di uno o più crimini contro l'umanità così come sono definiti dall'articolo 6 dell'ordinanza del tribunale militare internazionale, legato all'accordo di Londra dell'8 agosto 1945, commessi sia da membri di un'organizzazione dichiarata criminale in applicazione dell'articolo 9 della stessa ordinanza, o da persona ritenuta colpevole di tale reato da una giurisdizione francese o internazionale”.

### Il manifesto del negazionismo
Bradley Smith, già esponente del Institute for Historical Review, e fondatore del gruppo noto come CODOH (Committee for Open Debate on the Holocaust), nel novembre del 1999 pubblica il primo numero di una rivista che in quest'ambito pare essere di fondamentale importanza: "A Journal of Independent Thought". In questo primo numero Bradley Smith dichiara quelli che dovrebbero essere gli intenti rappresentati dai revisionisti dell'Olocausto:
- Catalogazione delle fonti:

- Nessun conflitto d'interessi:

- Responsabilità:

### Negazionisti celebri

#### Studiosi negazionisti-"revisionisti"
- Paul Rassinier
- Robert Faurisson
- Carlo Mattogno
- Ernst Zündel
- Bradley Smith
- Richard Verrall
- Cesare Saletta

#### Sostenitori
- Mahmud Ahmadinejad, ex presidente iraniano
- Maurice Bardèche, giornalista e critico d'arte francese
- Don Black, ex-leader del Ku Klux Klan, ex-membro del Partito Nazista Americano e fondatore del sito internet a sfondo razzista Stormfront
- David Duke, ex Gran Maestro del Ku Klux Klan
- Nick Griffin, politico britannico, presidente del British National Party
- Roger Garaudy, filosofo, attivista e politico francese
- Ryke Geerd Hamer, ex-medico tedesco fondatore della corrente di medicina alternativa denominata Nuova Medicina Germanica ed attivista antisemita
- Benjamin H. Freedman, miliardario statunitense di origine ebraica convertito al cattolicesimo, attivista antisionista e proprietario dell'azienda cosmetica Woodbury Soap Company
- Clodovil Hernandes, stilista e politico brasiliano
- David Irving, saggista britannico autodidatta specializzato in storia militare della seconda guerra mondiale
- Juri Lina, ufologa, investigatrice del paranormale e produttrice discografica estone
- Alfred Olsen, attivista neonazista e antisemita norvegese
- Madalyn Murray O'Hair, attivista dell'ateismo statunitense e fondatrice dell'associazione American Atheists
- Adnan Oktar, leader religioso turco e attivista creazionista e antievoluzionista
- George Lincoln Rockwell, ex militare statunitense, attivista neonazista e fondatore del Partito Nazista Americano
- Sylvia Stolz, attivista neonazista tedesca e avvocatessa di Ernst Zündel
- Serge Thion, giornalista francese
- Kanye West, ora Ye, rapper e produttore discografico statunitense
- Richard Williamson, ex vescovo cattolico britannico, scomunicato da Giovanni Paolo II per il essere stato ordinato vescovo illecitamente.
- Ursula Haverbeck, attivista neonazista tedesca

## Critiche al negazionismo dell'Olocausto

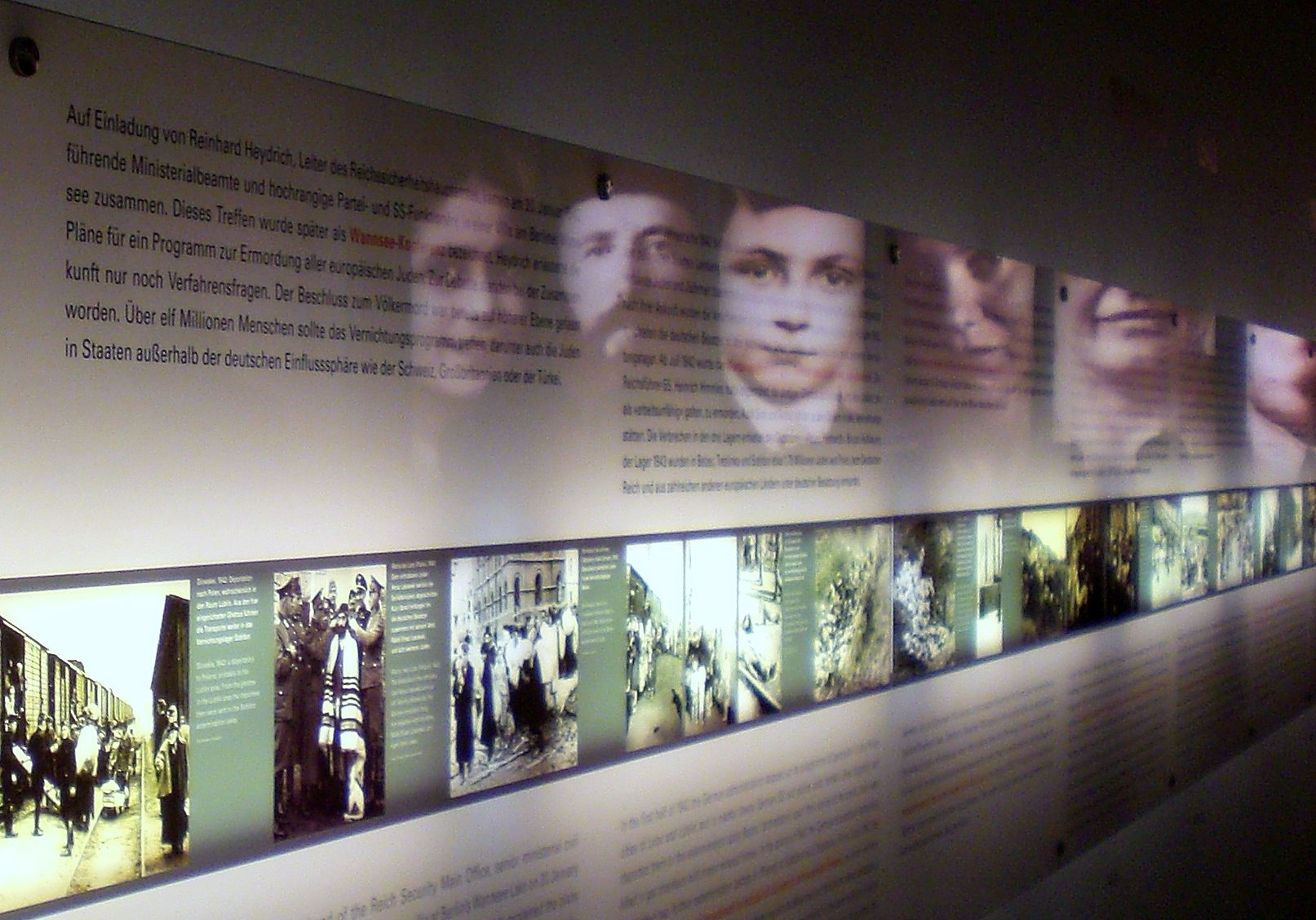
Museo a Berlino in memoria dell'Olocausto

### Critica al "negazionismo scientifico"
L'argomento cardine della polemica negazionista è l'inesistenza delle camere a gas. Robert Faurisson e Fred Leuchter per primi hanno sostenuto questa teoria, cercando di dimostrare scientificamente l'impossibilità tecnica di stermini di massa mediante gas velenosi. A tal scopo pubblicarono nel 1988 un rapporto noto come Leuchter Report, una perizia tecnica nella quale la dimostrazione dell'inesistenza di camere a gas sarebbe stata confermata dall'assenza di residui di cianuri nei resti delle camere a gas stesse ad Auschwitz.
Il Rapporto Leuchter fu ampiamente smentito, poiché il materiale esaminato da Leuchter stesso venne prelevato senza alcuna autorizzazione e soprattutto senza l'ausilio degli strumenti necessari, visto che la quantità di acido cianidrico rimasta sulla pareti delle camere a gas è esigua ed è concentrata sullo strato più superficiale delle pareti. Inoltre fu dimostrato che la quantità inferiore di acido cianidrico nelle camere a gas, rispetto alle camere di disinfestazione degli indumenti, è dovuto a diversi fattori molto importanti. Citiamone alcuni:
- La quantità necessaria di Zyklon B per uccidere una persona è di 0,3 g/m3, mentre per disinfettare ne occorrono 14 g/m3
- Nelle camere a gas, l'acido cianidrico invadeva l'ambiente per 10-15 minuti, mentre per la disinfestazione, le apposite stanze erano esposte per almeno 8 ore.
- Le camere a gas venivano lavate dopo ogni loro utilizzo, per eliminare feci, vomito e sangue delle vittime.
- I Tedeschi fecero saltare le camere a gas prima della ritirata, per eliminare le prove dello sterminio, e rimasero esposte per lungo tempo ai fenomeni atmosferici quali pioggia, neve, vento, grandine ecc.
- La sporadica presenza di Blu di Prussia nelle camere a gas è dovuto alla mancanza delle condizioni necessarie per la sua formazione. Infatti la breve durata dell'esposizione delle pareti, l'anidride carbonica prodotta dai gasati e i continui lavaggi a cui erano sottoposte le camere della morte ne hanno impedito la formazione che invece si è avuta nelle stanze per la disinfestazione.

Su questo filone si sono susseguiti una serie di tentativi analoghi di altri autori negazionisti (Lüftl Report, Rudolf Report...) che hanno abbandonato l'atteggiamento apertamente antisemita del negazionismo "prima maniera" per adottarne uno più distaccato, con pubblicazioni che spesso ricalcano gli schemi della pubblicistica scientifica.

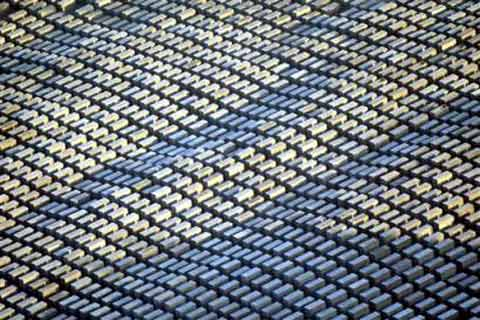
Memoriale dell'olocausto a Berlino

Le critiche e le risposte a questa nuova e più persuasiva forma di negazionismo, sono giunte inizialmente dal chimico e storico francese Georges Wellers, deportato ad Auschwitz e sopravvissuto all'Olocausto dal farmacista e storico francese Jean-Claude Pressac, autore di un'analisi senza precedenti sulle tecniche di sterminio nei campi di concentramento nazisti, e successivamente da altri studiosi, quali Robert Van Pelt, professore presso l'Università di Waterloo in Canada, Richard J. Green, chimico statunitense membro dell'Holocaust History Project o Michael Shermer, fondatore ed editore dello Skeptic magazine, direttore di The Skeptics Society e collaboratore di Scientific American.

### Il duplice processo del negazionismo secondo Bauman
A giudizio di Zygmunt Bauman, l'autoassoluzione della memoria storica tentata dai negazionisti sarebbe un segno di cecità pericolosa e potenzialmente suicida, che si svilupperebbe attraverso due processi:
1. Il processo di ramificazione, per cui «mentre la quantità, lo spessore e la qualità scientifica dei lavori specialistici sulla storia dell'Olocausto crescono a un livello impressionante, lo spazio e l'attenzione a essa dedicati nelle opere di storia generale non fanno altrettanto» (Z. Bauman, Modernità e Olocausto)[47].
2. Il «processo di sterilizzazione dell'immagine dell'Olocausto sedimentata nella coscienza popolare»[47]. Le cerimonie commemorative e le solenni dichiarazioni non portano avanti nessuna analisi dell'esperienza dell'Olocausto, anche se sono di estrema importanza perché mantengono viva l'attenzione della gente comune, non specializzata sull'argomento, e cercano di sensibilizzare quanti non si sono mai posti il problema dell'importanza della memoria storica.

### Metodologia stilistico-logica del negazionismo secondo Valentina Pisanty
La semiologa Valentina Pisanty, in un saggio pubblicato nel 1998, ha offerto un'analisi sulla metodologia stilistica dei negazionisti al fine di capire quella che è la struttura logica o paralogica sottesa agli scritti degli stessi, per capire se vi sia un'ossatura argomentativa costante in questi testi e se, ed eventualmente come, questa ossatura si discosti sensibilmente dal metodo interpretativo comunemente impiegato dagli storici di professione.
L'autrice ritiene che Robert Faurisson sia la figura di transizione tra la fase propagandistica del fenomeno negazionista e il tentativo di conquistare una certa rispettabilità scientifica. Faurisson, insieme ad alcuni suoi allievi fra cui spiccano Henry Roques e Carlo Mattogno, tenterebbe di legittimare il negazionismo attraverso l'utilizzo di strategie retoriche "oggettivanti". Lo scopo dei negazionisti “ricercatori” sarebbe quello di dare l'impressione, del tutto illusoria, che sia in corso un serio dibattito storiografico tra la "storiografia ufficiale" da un lato e la "storiografia negazionista" dall'altro.
Le strategie usate dai negazionisti, a detta della Pisanty, sono semplici, ma efficaci.
1. In primo luogo essi operano una drastica selezione sul materiale documentario di partenza. Essi procedono con un metodo "negativo", tentano cioè di smontare le testimonianze e i documentari che attestano l'esistenza dello sterminio, ma non portano una testimonianza o documentazione a garanzia della loro tesi. Come dire che non possono dimostrare in modo "positivo" e quindi costruttivo, la loro teoria, dunque cercano di avvalorarla mettendo in crisi la teoria opposta.
2. Procedono poi con un'ulteriore selezione, eliminando tutto quel materiale che non torna utile alla loro teoria. Essi, in pratica, si rendono ciechi e sordi davanti alle testimonianze dei Sonderkommandos o dei Sanitäter, fanno finta di ignorare le dichiarazioni trascritte dei discorsi in cui Hitler e gli altri grandi capi della gerarchia nazista dichiaravano a chiare lettere, senza possibilità di incomprensioni, il programma di genocidio in corso, come la conferenza di Posen dell'ottobre 1943, tenuta da Heinrich Himmler con alti ufficiali SS e con i Gauleiter, o la Conferenza di Wannsee del gennaio 1942, diretta da Reinhard Heydrich con la partecipazione di alti funzionari delle amministrazioni tedesche coinvolte nello sterminio, di cui negano l'autenticità.

Quello che i negazionisti propongono sarebbe dunque una decostruzione, una dissezione degli studi storiografici, quali il Poliakov, l'Hilberg ecc., e delle testimonianze dirette, per trovarvi, talvolta in modo veramente forzato, delle contraddizioni e per porre l'accento su eventuali errori o imprecisioni (reali o inesistenti). Essi, in fin dei conti, si "discostano dall'oggetto della discussione per attaccarsi a ciò che l'avversario ha detto".

A questo proposito la Pisanty cita l'argumentum ad personam descritto da Arthur Schopenhauer nel suo saggio Sull'arte di ottenere ragione: 
I negazionisti sceglierebbero, fra le varie testimonianze ufficiali, quelle dei bersagli simbolici come Anna Frank, esprimendo dubbi sull'autenticità degli scritti o sulla comprensione del testo, come nel caso di Rudolf Höß, o insinuando che la testimonianza è inventata o forzata o che sia un falso, come in molti casi relativi alle deposizioni lasciate dai gerarchi nazisti al processo di Norimberga.
I negazionisti, insomma, secondo l'autrice metterebbero in dubbio la veridicità di alcune testimonianze simbolicamente importanti, per arrivare a sostenere che tutte siano state fraintese, più o meno volutamente, nel loro vero significato. Appigliandosi ai minimi errori commessi dai testimoni, sia da parte dei superstiti sia da quella delle SS, i negazionisti saltano precipitosamente alla conclusione che, se il testimone si è sbagliato su un dettaglio, nulla garantisce che egli non si sia sbagliato anche sul resto: è la logica del "Falsus in uno, falsus in omnibus".
All'occorrenza questi autori non esiterebbero a fabbricare fonti inesistenti, come il presunto computo della Croce Rossa Internazionale per cui le vittime della ferocia nazista non sarebbero state più di trentamila. La Pisanty sottolinea come la Croce Rossa Internazionale si sia preoccupata di smentire immediatamente questa informazione, infondata e del tutto falsa.

## Processi di Norimberga e negazionismo
(United States Holocaust Memorial Museum)
Nei diversi processi celebrati a Norimberga, il Tribunale Militare Internazionale non si limitò solo a processare diverse decine di criminali nazisti di spicco ma produsse un'enorme quantità di prove di vario genere, provenienti dalla raccolta di dati minuziosamente raccolti soprattutto dagli alleati e che furono usati in quei processi per dimostrare la innegabilità dell'olocausto. Tremila tonnellate di materiali e un totale di 92 volumi pubblicati negli anni che seguirono il dopoguerra costituiscono tutt'oggi capi di accusa che dimostrano che l'Olocausto fu ed è innegabile.

### Prove documentali cartacee naziste

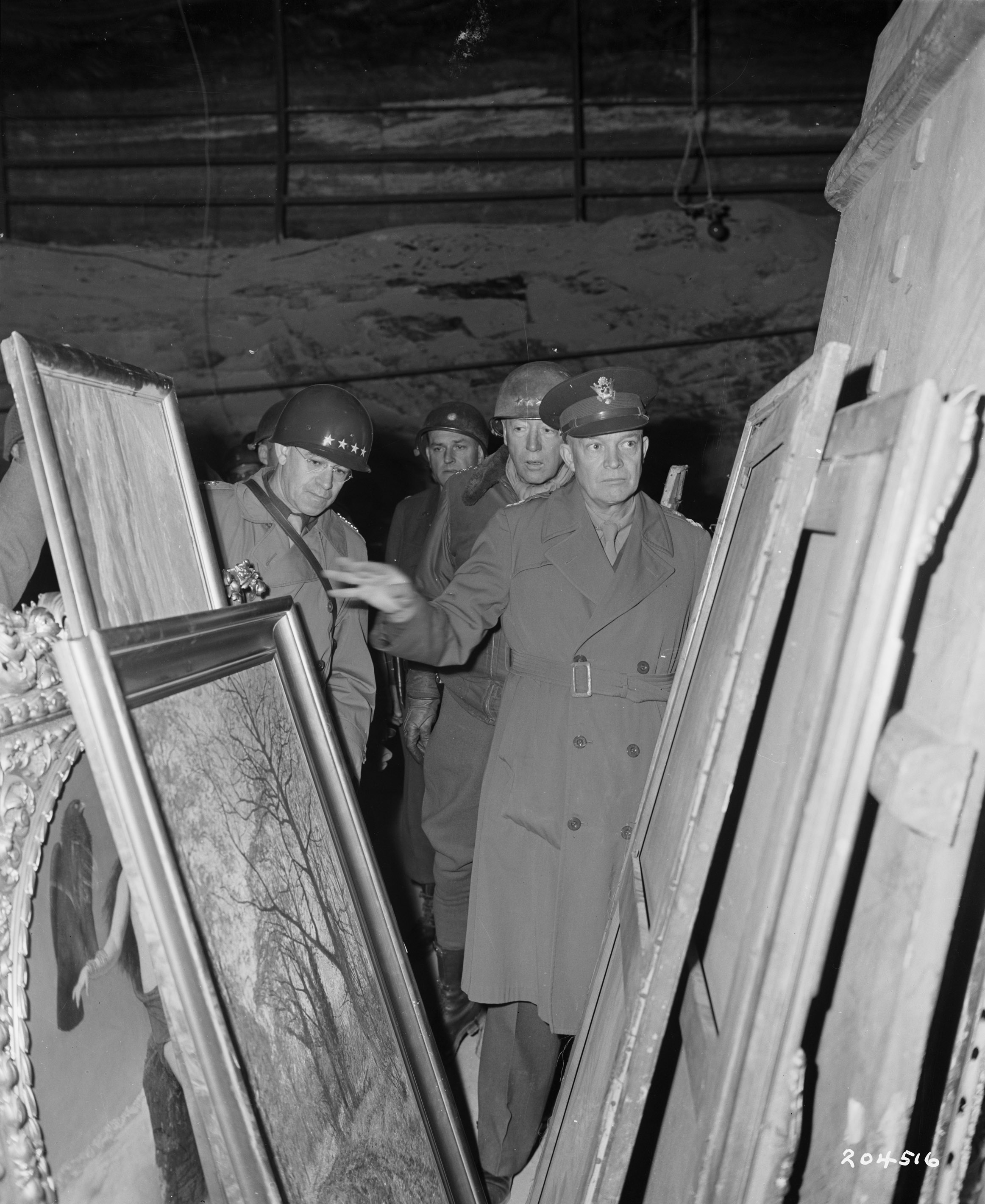
Il generale Eisenhower ispeziona parte del bottino trafugato dai nazisti e nascosto nella miniera di sale di Merkers. Alle sue spalle i generali George S. Patton e Omar N. Bradley. Nella miniera fu trovato un vero tesoro, immagazzinato dagli statunitensi in oltre undicimila contenitori, «con 3682 sacchi e cartoni di valuta tedesca, 80 sacchi di valuta estera, 4173 sacchi contenenti 8307 lingotti d'oro, 55 altre scatole di lingotti d'oro, 3326 borse di monete d'oro, 63 borse con argento, 1 borsa di lingotti di platino, 8 borse di anelli d'oro e 207 borse contenenti altri oggetti del bottino delle SS» oltre a quattrocento tonnellate di opere d'arte e a moltissime borse contenenti documenti contabili

«In qualunque modo questa guerra finisca, la guerra contro di voi l'abbiamo vinta noi; nessuno di voi rimarrà per portare testimonianza ma se anche qualcuno scampasse, il mondo non gli crederà. Forse ci saranno sospetti, discussioni, ricerche di storici, ma non ci saranno certezze, perché noi distruggeremo le prove insieme con voi». Le parole, di questa convinzione "certa", pronunciate da un soldato SS e riportate da Simon Wiesenthal nel suo libro Gli assassini sono tra noi, dimostrano quanto grande fosse l'interesse dei nazisti nel far sparire i loro documenti, bruciandoli od occultandoli in nascondigli sicuri. Le prove storiche hanno dimostrato che quando la sconfitta della Germania fu certa, questa pratica tesa alla distruzione (come a Dachau) o all'imboscamento (come a Merkers) di documenti, fu eseguita regolarmente in tutti quei luoghi che avevano visto i nazisti all'opera compresi uffici, Ministeri, caserme e campi di concentramento. L'operazione di distruzione e imboscamento, nonostante tutto, non riuscì perfettamente, e di documenti distrutti in un luogo ne furono trovate copie in altri luoghi.
Il 7 aprile 1945 genieri dell'esercito americano recuperarono molti documenti in una miniera di sale di Merkers, oltre che oro, opere d'arte e denaro razziato dai nazisti. Moltissimi altri documenti, nell'ordine di milioni, furono scoperti presso gli archivi di società commerciali di cui i nazisti si avvalsero, come ad esempio, la Krupp e la Henschel & Sohn, presso i comandi dell'esercito, la Luftwaffe, il Ministero degli Esteri e documenti conservati dal comandante delle SS, Heinrich Himmler.

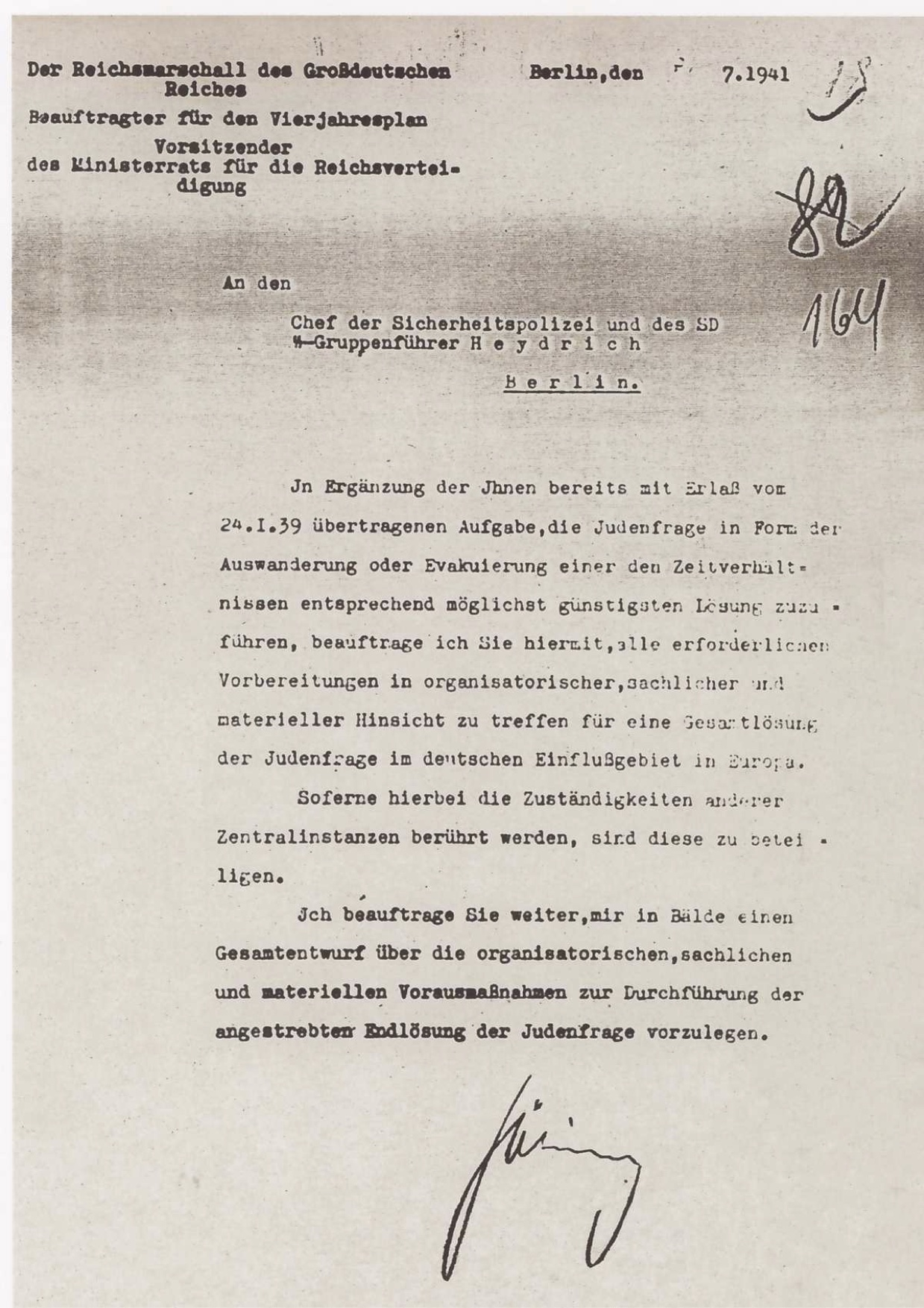
La lettera con cui Göring ordinò a Reinhard Heydrich di preparare "eine Gesamtlösung der Judenfrage im deutschen Einflußgebiet in Europa" - una soluzione finale della questione ebraica nella sfera d'influenza tedesca in Europa.

Da alcuni di questi documenti ritrovati lo storico tedesco Reimund Schnabel ha tratto un libro:  Il disonore dell'uomo, Schnabel.. In 350 pagine riporta un elenco minuzioso della corrispondenza intercorsa fra funzionari nazisti SS con date, luoghi, firmatari, e oggetto delle lettere. Il materiale della sua ricerca fu suddiviso in tre parti: D (Documenti), C (citazioni) ed R (resoconti). Molte pagine contenevano, per esempio, la corrispondenza che annunciava l'invio di materiale con elenchi e descrizioni minuziose con relativi numeri di quanto si stava per spedire: capi del vestiario da uomo, donna e bambino, orologi da polso in oro e non, capelli di donna, portafogli, penne stilografiche, lamette, forbici, valigie e tanto altro; tutti oggetti razziati soprattutto agli ebrei nei campi di concentramento. Nelle pagine 121-124 del libro, per esempio, nella corrispondenza avvenuta su tanto di carta intestata SS e relativi firmatari, è descritta dettagliatamente la distinta di materiale razziato nei campi di Lublino (Campo di concentramento di Majdanek) e Auschwitz.
Schnabel stesso nella sua prefazione dell'edizione tedesca del libro definisce questi documenti l'"autotestimonianza di questa organizzazione" (ovvero delle SS)
Parti del libro sono dedicate ad alcune udienze dei Processi secondari di Norimberga e riportano dettagliatamente gli interrogatori, domande dei procuratori e risposte degli accusati (nonché le deposizioni e le testimonianze degli accusati), fatti a personaggi del mondo industriale tedesco sulle offerte dell'industria alle SS. Alle pagine 21-23 troviamo le deposizioni fatte nel 1948 al processo Flick dal capo delle ricerche chimiche della IG Farben, Heinrich Hörlein; da Fritz ter Meer responsabile IG Farben del dipartimento II, l'impianto chimico di Buna, vicino ad Auschwitz nonché dall'industriale Friedric Flick che ammise di aver versato, ogni anno, a Himmler, una "tangente" di 100.000 RM
Una testimonianza ritenuta molto importante dai giudici e presentata al processo fu quella attribuita ai quarantadue volumi del diario personale di Hans Frank, governatore generale della Polonia. Frank, nominato governatore dallo stesso Hitler, fu dapprima responsabile della creazione del Ghetto di Varsavia e in seguito della sua cruenta distruzione. Nelle 12 000 pagine del suo diario si parlava in maniera inequivocabile di «annientamento degli ebrei» e di «prendere misure tali da portare al loro sterminio»
Moltissimi furono i documenti che i nazisti distrussero, alcuni primari e importanti, e le testimonianze nei processi di Norimberga lo comprovarono. I documenti del Reichssicherheitshauptamt ("ufficio centrale per la sicurezza del Reich") che aveva avuto a capo il "boia di Praga" Reinhard Heydrich prima, e il criminale nazista Ernst Kaltenbrunner poi, furono bruciati a Praga in Cecoslovacchia, in uno scantinato degli uffici dell'RSHA, ma molte copie di questi documenti furono ritrovati e recuperati in Germania dagli Alleati in molte sedi locali della polizia segreta di Stato, la Gestapo. Alcuni di questi documenti furono in grado di provare anche nei processi di Norimberga che l'Olocausto era un fatto. Fra questi documenti i più importanti furono: Il protocollo Conferenza di Wannsee che dimostrava come diverse agenzie di stato sotto la supervisione delle SS misero in atto la pianificazione dell'Olocausto, e i dettagliati rapporti delle famigerate Einsatzgruppen, (letteralmente «unità operative», di fatto "squadre della morte"), unità operative mobili di sterminio. I rapporti dettagliati riguardavano il numero e la categoria degli uccisi da queste squadre.
Uno dei reperti presentato a Norimberga come prova delle responsabilità reali delle squadre della morte riguardava una mappa geografica della Bielorussia e di alcuni paesi del Baltico con il titolo: Esecuzioni di Ebrei effettuate dalla Squadra della Morte A e che era allegata a un rapporto segreto. La mappa mostrava cinque bare situate in luoghi geografici diversi, ognuna con un numero relativo alle vittime soppresse e precisamente: Prima bara: 963 uccisi - Seconda bara: 3 600 uccisi - Terza bara: 35 238 uccisi - Quarta bara: 136 421 uccisi - Quinta bara: 41 828 uccisi.

### Prove basate su video e fotografie naziste
Ai diversi processi di Norimberga furono presentati come prova dei crimini nazisti anche molti film e un numero considerevole di fotografie, opere non solo commissionate dalla propaganda di regime, ma anche foto e video di fotoamatori civili, militari e di nazisti "sul luogo di lavoro". Le riprese sulle "prodezze" naziste, documentate "ufficialmente", iniziarono già negli anni venti, all'ascesa del Partito Nazista e in seguito durante le occupazioni militari compiute dai tedeschi durante la guerra. Il fanatismo ideologico di regime aveva nei fotografi e cineoperatori nazisti validi collaboratori, tanto che questi avevano ripreso senza nessun pudore, semmai con orgoglio, molte delle atrocità naziste. Nell'ultimo periodo della guerra gli Alleati localizzarono questo materiale in diversi luoghi e lo catalogarono. Oltre a questo materiale "di regime" gli Alleati misero le mani anche su diverse fotografie e cortometraggi girati da privati i cui soggetti erano per lo più ebrei perseguitati, la loro discriminazione e umiliazione, la deportazione e il comportamento crudele dei loro aguzzini nel campi di concentramento e di sterminio.
A Norimberga oltre a molti di questi filmati e fotografie furono presentate foto che corredavano il cosiddetto "rapporto Stroop" dal nome del criminale nazista Jürgen Stroop «che documentava la distruzione del ghetto di Varsavia» nel 1943. «Secondo i calcoli dello stesso Stroop, i suoi soldati catturarono più di 55 000 ebrei e di questi ne uccisero 7 000, mentre altri 7 000 furono deportati nel centro di sterminio di Treblinka»
Oltre a queste prove fotografiche, nell'immediato dopoguerra, e mentre venivano raggiunti e liberati volta per volta i campi di concentramento nazisti, il «Corpo Segnalatori dell'esercito americano» documentò con il lavoro di professionisti e fotografi di guerra come Arnold E. Samuelson e J. Malan Heslop le atrocità naziste con filmati e foto.

### Deposizioni processuali
(Oswald Pohl intervistato da Leon Goldensohn, 5 giugno 1946.)
Tutti i processi di Norimberga, il primo ai principali criminali di guerra, il Processo ai dottori e tutti gli altri 11 procedimenti che furono denominati come processi secondari di Norimberga, nonché anche i processi tenuti negli anni che seguirono a personaggi e criminali di spicco nazisti come per esempio quello tenuto in Israele ad Adolf Eichmann, ebbero una costante comune: nessuno degli imputati giudicati negò l'olocausto. La strategia di quasi tutti fu uno scaricabarile delle proprie responsabilità e la giustificazione che eseguivano solo ordini superiori; la linea difensiva di Eichmann, per esempio, confermò – anni dopo i processi di Norimberga – la regola: si definì l'imputato come un impotente burocrate, esecutore di ordini inappellabili e negando quindi ogni diretta responsabilità.
Tre fra gli esponenti principali al processo: Hermann Göring, considerato il numero due del Terzo Reich (assieme a Joseph Goebbels), dopo Adolf Hitler, «ministro dell'interno della Prussia, istituì il Geheimes Staatspolizeiamt che successivamente divenne la GeStaPo, potente polizia segreta del regime; [...] Presidente del Reichstag, [...] Feldmaresciallo e comandante della Luftwaffe»; Rudolf Höß primo comandante del campo di concentramento di Auschwitz e Otto Ohlendorf generale delle SS (Gruppenführer) e capodipartimento all'interno del Reichssicherheitshauptamt (RSHA, Ufficio centrale per la sicurezza del Reich), negli interrogatori del processo non negarono l'Olocausto, anzi, fornirono su di esso prove fondamentali. Altri incriminati inoltre, come si evince dagli estratti degli interrogatori, ammisero di conoscere il reale uso fatto dalle camere a gas. Oswald Pohl, capo dell'"Ufficio amministrativo centrale delle SS" (WVHA) e ispettore dei campi di concentramento, a uno dei Processi secondari di Norimberga a lui dedicato (Processo Pohl), senza nessuna reticenza, rispondendo alla domanda sollevata dal giudice Toms (che chiedeva se fosse a conoscenza del reale uso fatto dalle camere a gas), ammise: «So che gli ebrei venivano sterminati e che le camere a gas servivano per quello scopo». 

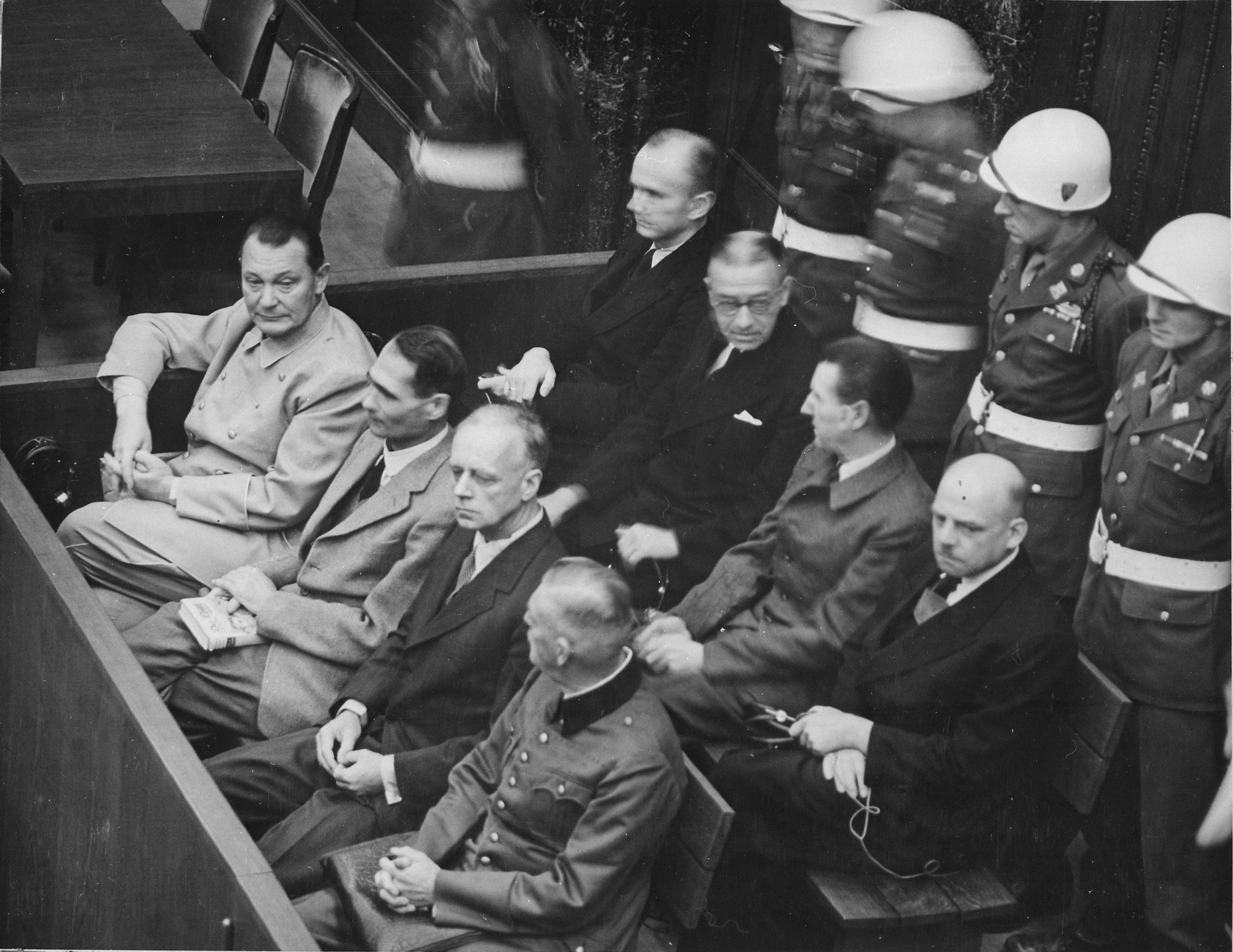
Processo di Norimberga, gli imputati in prima fila sono: Hermann Göring, Rudolf Hess, Joachim von Ribbentrop e Wilhelm Keitel

Hermann Göring testimoniò senza riserve sulla persecuzione degli ebrei tedeschi iniziata nel 1933 e proseguita fino al 1939 quando scoppiò la guerra. «Si difese con astuzia e teatralità, affermando di non avere avuto alcuna responsabilità per i crimini compiuti dagli altri, dei quali non era a conoscenza».
Rudolf Höß al processo testimoniò chiaramente «sull'uccisione durante il periodo della guerra, di più di un milione di Ebrei» nel Campo di sterminio di Birkenau: «Credetemi, non era sempre un piacere vedere quelle montagne di cadaveri, sentire continuamente l'odore di bruciato». Egli disse pure, riconoscendo l'esistenza delle camere a gas, con «stupita disapprovazione che i Sonderkommandos (reparti speciali) composti da ebrei erano pronti, per ottenere un prolungamento della loro vita, a prestare il loro aiuto nell'uccisione con il gas dei propri compagni».. Lo storico tedesco Joachim C. Fest, commentando l'atteggiamento del criminale nazista, osserva: «C'è qualcosa dell'orgoglio professionale per la perfezione raggiunta nella dichiarazione di Höss sul fatto che "secondo la volontà del RFSS [Heinrich Himmler], Auschwitz divenne il più grande impianto di sterminio in massa che mai sia esistito", oppure in quella dove, con la soddisfazione del funzionario cui è riuscito bene un progetto, afferma che le camere a gas del proprio campo possedevano una capacità dieci volte superiore rispetto a quelle di Treblinka»
Nella sua autobiografia, Höss riconoscendo lo sterminio degli ebrei perpetuato nell'Olocausto, ammise francamente: «Inconsapevolmente, ero diventato un ingranaggio nella grande macchina di sterminio del Terzo Reich. Il Reichsführer delle SS [Himmler] inviava spesso alti funzionari del Partito e delle SS ad Auschwitz, affinché assistessero alle operazioni di sterminio degli ebrei. Alcuni di costoro [...] diventavano molto silenziosi e pensosi». «Evidentemente erano colpiti dalla differenza tra le parole "soluzione finale della questione ebraica" e la realtà delle camere a gas. Quando gli chiedevano come facesse a resistere, Höss rispose: Tutte le emozioni umane devono tacere di fronte alla ferrea coerenza con la quale dobbiamo attuare gli ordini del Führer». A Norimberga, anche lui si giustificò asserendo che aveva solo «eseguito ordini superiori»
Otto Ohlendorf affermò apertamente che una sua unità, la Squadra della morte D (Einsatzgruppe D), nel giro di un anno in Ucraina, era stata responsabile della eliminazione di 90 000 ebrei «comprese donne e bambini», anche lui si giustificò asserendo che aveva soltanto «eseguito ordini superiori.

### Testimonianze oculari
Ai diversi processi di Norimberga furono ascoltate anche le testimonianze delle vittime e perseguitati dell'olocausto: gli internati. Al solo processo principale di Norimberga furono prodotte 200 000 dichiarazioni giurate e furono ascoltati 350 testimoni. Nel corso degli anni e fino ai nostri giorni sono state inoltre raccolte, classificate e registrate migliaia di testimonianze rese dalle vittime della Shoah. Riprese da musei, organizzazioni laiche e religiose, tutte queste testimonianze sono concordi sui metodi criminali adottati dal sistema concentrazionario nazista.
Deposizione di: Goldberg Mojzesz, 36 anni, nato a Random, commerciante, di religione mosaica, residente a Stoccarda, Bismarckstr. 138
1. Il 23 giugno 1941 fui richiamato a Leopoli nell'armata sovietica. A metà luglio caddi prigioniero dei tedeschi. in un villaggio a 5 km da Podwoloczysk, le compagnie SS scelsero da tutta la massa di prigionieri di guerra gli ebrei e li ammazzarono sul posto. Io rimasi in vita perché in me non riconobbero un ebreo. Faccio notare che questo fu fatto dalle Waffen-SS
2. Tornato dalla prigionia, abitai a Random e lavorai dal giugno 1942 al luglio 1944 presso le Waffen-SS in tre posti diversi: reparto di complemento volontari SS, via Kosciuszki, amministrazione stabile della Waffen-SS, Planty 12 e direzione lavori delle Waffen-SS, via Slowacki 27. Avendo lavorato per tanto tempo presso le SS, conosco molto bene, di nome e di viso, tutti gli ufficiali e i sottoufficiali dei sopra elencati reparti delle Waffen-SS. A capo del reparto di complemento veterinari SS c'erano lo Sturmbannführer dottor Held e l'Hauptsturmführer Schreiner; a capo dell'amministrazione stabile c'era l'Obersturmführer Grabau (attualmente nel campo di Dachau) e a capo della direzione lavori c'era l'Oberscharführer Seiler. Tutte le persone citate presero parte diretta, insieme alle loro compagnie, all'attuazione delle "decolonizzazioni" di Radom, avvenute il 5, 16 e 17 agosto 1942; in esse alcune migliaia di persone furono uccise sul posto. So che alcune compagnie di complemento veterinari SS si recavano nella città di provincia per attuare la "decolonizzazione" degli ebrei. Udii i singoli soldati vantarsi del numero di ebrei da essi uccisi. Dai loro racconti diretti so che quelle stesse compagnie prendevano parte alle azioni contro partigiani polacchi e incendiavano i villaggi polacchi circostanti.»

(Schnabel, pp. 206-207)
Gli esperimenti su cavie umane videro impegnati durante il regime nazista uno corposo staff di medici privi di ogni scrupolo. Questi condussero i loro esperimenti in campi attrezzati per questo scopo, su uomini e donne appartenenti secondo l'ideologia nazista a razze inferiori, "indegni di vivere", privilegiando così ebrei e zingari. Questi esperimenti condannarono un gran numero di internati a morte certa che sopraggiungeva dopo atroci sofferenze, e altri, a esperimenti dolorosi e pericolosi, per lo più senza nessuna anestesia, a invalidità permanenti che condizionarono pesantemente le loro vite. Questi esperimenti riguardarono le reazioni all'altitudine, al gas, al freddo, ai sulfamidici, al veleno, alle bruciature e a malattie come la tubercolosi, il tifo petecchiale, la malaria, la febbre gialla, il vaiolo, il colera e la difterite sperimentando inoculazioni di batteri. Gli esperimenti avvennero in campi come quello di Sachsenhausen, Natzweiler-Struthof, Dachau, Auschwitz e Buchenwald.
Gli storici dell'Olocausto riportano nei loro saggi diversi esempi di molte vittime che trovarono la morte con questi esperimenti e di altri che sebbene scamparono alla morte non scamparono alle conseguenze di quegli esperimenti. Lo storico tedesco Reimund Schnabel, per esempio, nel suo libro Il disonore dell'uomo riporta otto testimonianze di detenute che furono costrette a subire nel campo di Auschwitz gli esperimenti sulla sterilizzazione del medico, professor Carl Clauberg.
Molti medici criminali e alcuni loro stretti assistenti subirono nei processi di Norimberga e in alcuni altri processi che seguirono anni dopo un giudizio sul loro operato. Uno dei processi di Norimberga fu interamente dedicato a quei medici ed è ricordato come Processo ai dottori. Furono processati e condannati a morte medici criminali come Karl Brandt, Viktor Brack, Karl Gebhardt, Waldemar Hoven, Wolfram Sievers, Joachim Mrugowsky, solo per citarne alcuni.
Uno dei testimoni oculari che depose a Norimberga sugli esperimenti medici fu Gerrit Hendrick Nales. La sua deposizione riguardò gli zingari "usati" come cavie umane, ed eliminati a Birkenau. Alcuni stralci della sua deposizione furono:
(Gerrit Hendrick Nales, in Impagliazzo)

### Sul negazionismo
- Il nazismo oggi. Sterminio e negazionismo, Brescia, Fondazione Luigi Micheletti, 1996.
- Zygmunt Bauman, Modernità e olocausto (PDF), traduzione di Massimo Baldini, Bologna, Il Mulino, 1992, ISBN 978-88-15-13415-8 (archiviato dall'url originale il 4 marzo 2016). Ospitato su sephirot.it. Opera originale (EN) Modernity and the Holocaust, Oxford, Basil Blackwell, 1989.
- Isaiah Berlin, Il legno storto dell'umanità, Milano, Adelphi, 1994.
- Alberto Burgio, L'invenzione delle razze: studi su razzismo e revisionismo, Roma, Manifestolibri, 1998.
- Luciano Canfora, L'uso politico dei paradigmi storici, Roma-Bari, Laterza, 2010.
- Angelo del Boca (a cura di), La storia negata: il revisionismo e il suo uso politico, Vicenza, Neri Pozza, 2010.
- Donatella Di Cesare, Se Auschwitz è nulla. Contro il negazionismo, Torino, Bollati Boringhieri, 2022, ISBN 978-88-3393-862-2.
- Richard J. Evans, Negare le atrocità di Hitler. Processare Irving e i negazionisti, Sapere 2000 ediz. Multimediali, 2003.. Titolo originale: (EN) Lying About Hitler: History, Holocaust, and the David Irving Trial, New York, Basic Books, 2001.
- Marcello Flores, Storia, Verità e Giustizia, Milano, Mondadori, 2001.
- Francesco Germinario, Estranei alla democrazia. Negazionismo e antisemitismo nella destra radicale italiana, Pisa, BFS, 2001.
- Francesco Germinario, Il negazionismo - Un fenomeno contemporaneo, Roma, Carocci editore, 2015, ISBN 978-88-4307-968-1.
- Francesco Germinario, Negazionismo a sinistra. Paradigmi dell'uso e dell'abuso dell'ideologia, Trieste, Asterios, 2017, ISBN 978-88-9313-041-7.
- (EN) Ted Gottfried, Deniers of the Holocaust: Who They Are, What They Do, Why They Do It, Brookfield, Twenty-First Century Books, 2001.
- (EN) Leon N. Goldensohn e Robert Gellately, The Nuremberg Interviews: Conversations with the Defendants and Witnesses, New York, Alfred A. Knopf, 2004, ISBN 978-0-375-41469-5. Ospitato su archive.org.
- Don David Guttenplain, Processo all'Olocausto, traduzione di M. Sartori e M. Bocchiola, Milano, Corbaccio, 2001, ISBN 978-88-7972-439-5. Opera originale: (EN) The Holocaust on Trial: History, Justice and the David Irving Libel Case, London, Granta Books, 2002, ISBN 1-86207-486-0.
- Rudy M. Leonelli, Luca Muscatello, Vincenza Perilli e Leonardo Tomasetta, Negazionismo virtuale: prove tecniche di trasmissione, in Altreragioni, n. 7, 1998,  pp. 175-181. Ospitato su Marginalia.
- Carmelo Domenico Leotta, Profili penali del negazionismo. Riflessioni alla luce della sentenza della Corte EDU sul genocidio armeno, Padova, CEDAM editore, 2015.
- (EN) Deborah Lipstadt, Denying the Holocaust: The Growing Assault on Truth and Memory, New York, Free Press, 1986. Ristampa: Plume editor, 1994, ISBN 978-0-452-27274-3
- Deborah Lipstadt, La verità negata. La mia battaglia in tribunale contro chi ha negato l'Olocausto, Milano, Mondadori, 2016, ISBN 978-88-0467-365-1.
- Domenico Losurdo, Il revisionismo storico: problemi e miti, Bari, Laterza, 2002.
- Valentina Pisanty, L'irritante questione delle camere a gas. Logica del negazionismo, Milano, Bompiani, 1998. Nuova edizione ampliata gennaio 2014, ISBN 978-88-452-7579-1.
- Pier Paolo Poggio, Nazismo e revisionismo storico, Roma, Manifesto libri, 1997.
- (FR) M. Rebérioux, Le Génocide, le juge et l'historien, in L'Histoire, n. 138, 1990.
- Francesco Rotondi, Luna di Miele ad Auschwitz. Riflessioni sul negazionismo della Shoah, con nota di L. Parente, Napoli, Edizioni Scientifiche Italiane, 2005.
- Gian Enrico Rusconi (a cura di), Germania: un passato che non passa: I crimini nazisti e l'identità tedesca, Torino, Einaudi, 1987, ISBN 8806598945.
- Michael Shermer e Alex Grobman, Negare la storia. L'olocausto non è mai avvenuto: chi lo dice e perché, Roma, Editori Riuniti, 2002. Opera originale  Denying History: Who Says the Holocaust Never Happened and Why Do They Say It?, Berkeley, University of California Press, 2000.
- Marco Testa, Il revisionismo storico. Le opinioni di studiosi e intellettuali, Cesena, Historica edizioni, 2013.
- Claudio Vercelli, Il negazionismo. Storia di una menzogna, Bari-Roma, Laterza, 2013, ISBN 978-88-5810-519-1.
- Pierre Vidal-Naquet, Gli assassini della memoria - Saggi sul revisionismo e la Shoah, Roma, Editori Riuniti, 1993. Nuova edizione Roma, Viella, 2008, ISBN 978-88-8334-300-1.
- (EN) John C. Zimmerman, Holocaust Denial: Demographics, Testimonies, and Ideologies, Lanham (Maryland), University Press of America, 2000.

### Sull'Olocausto
- Marina Cattaruzza e István Deák, Il processo di Norimberga tra storia e giustizia, Libro + DVD, Torino, UTET, 2006, ISBN 88-02-07478-X.
- Rudolf Höss, Comandante ad Auschwitz, traduzione di G. Panzieri Saija, Torino, Einaudi, 1985  [1960].
- Stan Lauryssens, Diario di un nazista. Le confessioni di Adolf Eichmann, collana I volti della storia, Roma, Newton Compton, 2002, ISBN 9788882897642.
- Reimund Schnabel, Il disonore dell'uomo, Milano, Lerici Editore, 1961.. Opera originale  Macht ohne Moral, Frankfurt am Main, Hoderberg Verlag, 1957.

### Scritti negazionisti
- Richard Harwood (pseudonimo di Richard Verall), Auschwitz o della Soluzione finale - Storia di una leggenda, tradotto dalla seconda edizione inglese di Did Six Million Really Die?  del 1974, Milano, Editrice Le Rune, 1978. Edizione italiana integrale col titolo:  Ne sono morti davvero sei milioni?: breve introduzione al revisionismo olocaustico, Genova, Effepi editrice, 2000. (PDF)
- AA.VV. in The Journal of Historical Review (rivista trimestrale), Torrance (California), Institute for Historical Review, ISSN 0195-6752. Ad esempio: (EN) William B. Lindsey, Zyklon B, Auschwitz, and the Trial of Dr. Bruno Tesch, vol. 4, n. 3, autunno 1983.
- Thies Christophersen, La fandonia di Auschwitz, La Sfinge, 1984..
- David Cole, Forty-six important Unanswered Questions Regarding The Nazi Gas Chambres[collegamento interrotto]. Ospitato su codoh.com.